# Беляев, Николай Ильич
Никола́й Ильи́ч Беля́ев (6 [19] января 1903, Кутерем, Уфимская губерния — 28 октября 1966, Москва) — советский партийный деятель, член ЦК КПСС (1952—1961), член Президиума ЦК КПСС (1957—1960), Секретарь ЦК КПСС (1955—1958), первый секретарь ЦК КП Казахстана (1957—1960).

## Биография
Родился в селе Кутерем Бирского уезда Уфимской губернии в семье крестьянина. В 1919 году окончил высшее начальное училище в селе Калегино. В том же году вступил в комсомол, был организатором одной из первых первичных комсомольских организаций Башкирии. В 1919—1922 годах на комсомольской и профсоюзной работе в Башкирской АССР ответственный секретарь Калегинского волостного и Бирского уездного комитетов комсомола. С 1921 года член ВКП(б).
В 1925 году окончил Московский институт народного хозяйства им. Г. В. Плеханова.
С 1925 года на хозяйственной и кооперативной работе в Западной Сибири: председатель правления окружных союзов сельскохозяйственной кооперации, начальник Трактороцентра, заместитель председателя Сибирского колхозсоюза. Принимал самое активное участие в проведении коллективизации и связанных с ней репрессий в Западной Сибири.
С 1939 года — секретарь Новосибирского обкома партии по пищевой промышленности, затем первый заместитель председателя, председатель Новосибирского областного потребсоюза. С 1940 года — секретарь Новосибирского обкома ВКП(б) по пищевой промышленности. В 1941—1943 годах был первым заместителем председателя Новосибирского облисполкома.
С 1943 года председатель Алтайского крайисполкома, первый секретарь крайкома партии. Возглавил работы по восстановлению и развитию экономики края на завершающем этапе Великой Отечественной войны и в послевоенный период, по освоению целинных и залежных земель в крае. Экономика Алтайского края в этот период претерпела существенные изменения: из преимущественно аграрного он превратился в крупный промышленный регион, Барнаул, Бийск и Рубцовск стали значительными индустриальными центрами.
Начиная с 1946 года избирался депутатом Верховного Совета СССР, принимал участие в созывах с второго по пятый.
В 1952—1961 годах член ЦК КПСС. С 12 июля 1955 по 12 ноября 1958 года занимал пост секретаря ЦК КПСС, одновременно с 27 февраля 1956 года по 29 июня 1957 года — заместитель председателя Бюро ЦК КПСС по РСФСР, с 29 июня 1957 по 4 мая 1960 года — член Президиума Центрального комитета КПСС.
С декабря 1957 года — первый секретарь ЦК Компартии Казахстана. В связи с восстанием в Темиртау 1959 года в январе 1960 года переведён на работу первым секретарём Ставропольского крайкома КПСС и в этом же году отправлен на пенсию.
Умер 28 октября 1966 года. Похоронен на Новодевичьем кладбище в Москве.

## Награды и звания
Награждён орденом Ленина, орденом Трудового Красного знамени (04.02.1953), медалью «За доблестный труд в Великой Отечественной войне 1941—1945 гг.».

## Память
Именем Беляева названа улица в Октябрьском районе Барнаула, бывшая Юбилейная.

## Электронные информационные ресурсы
- Фотография члена Президиума ЦК КПСС Н. И. Беляева на сайте: Библиотека «История. Материалы и документы»